# Poruba (Hustopeče nad Bečvou)

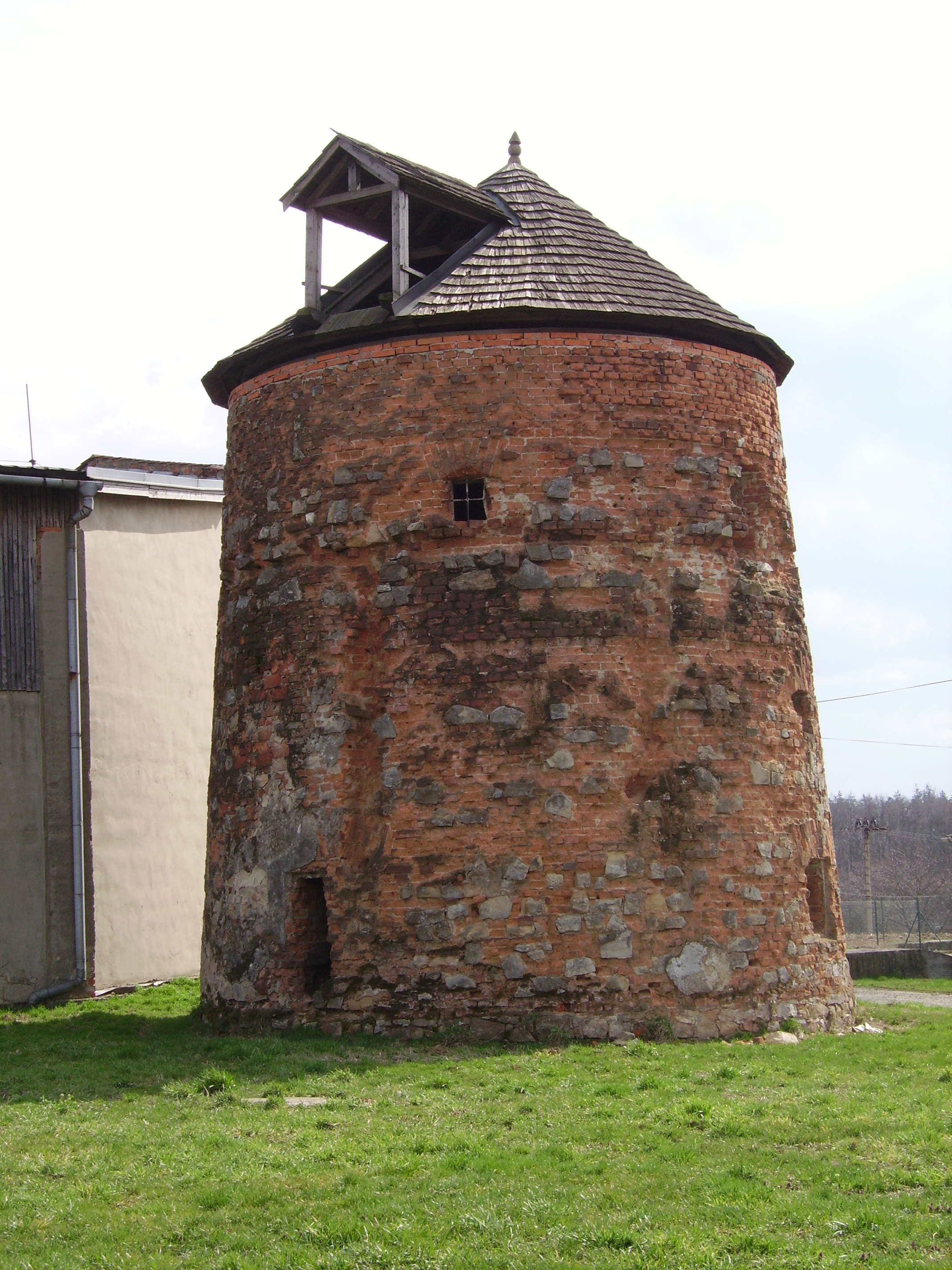
Windmühle

Poruba (deutsch Porub, 1939–1945 Hau) ist ein Ortsteil von Hustopeče nad Bečvou in Tschechien. Er liegt 13 Kilometer östlich von Hranice und gehört zum Okres Přerov.

## Geographie
Poruba befindet sich rechtsseitig der Bečva an einem Ausläufer der Podbeskydská pahorkatina (Vorbeskidenhügelland) in der Mährischen Pforte. Das Dorf liegt südlich der europäischen Hauptwasserscheide im Tal des Baches Mřenka, der hier auch als Jasénka bezeichnet wird. Nordöstlich erhebt sich der Pahrobek (339 m), im Osten die Rokytí (357 m), südwestlich die Slaná voda (414 m), im Süden die Choryňská stráž (375 m) sowie nordwestlich der Bušlín (333 m). Gegen Südosten liegen die Teiche Velký choryňský rybník und Malý choryňský rybník, südwestlich der Krivoš und Záviš. Zweieinhalb Kilometer nördlich verläuft die Staatsstraße I/48/E 462, östlich des Dorfes entsteht eine Anschlussstraße zur Staatsstraße I/35/E 442.
Nachbarorte sind Polouvsí und Starojická Lhota im Norden, Palačov und Petřkovice im Nordosten, Bučí und Perná im Osten, Lešná und Lhotka nad Bečvou im Südosten, Střítež, Na Valše und Choryně im Süden, Kladeruby, Němetice und Pod Doubravou im Südwesten, Hustopeče nad Bečvou im Westen sowie Hranické Loučky, Heřmanice und Polom im Nordwesten.

## Geschichte
Die erste schriftliche Erwähnung des landtäfligen Gutes Poruba erfolgte 1391, als Föna, die Witwe des Zawisch von Lešná, Johann von Pržno und Wenzel von Doloplas in Gemeinschaft auf das Gut aufnahm. Seit 1467 gehörte das Dorf zur Herrschaft Alttitschein. Besitzer waren zu dieser Zeit die Herren von Boskowitz. Später folgten ab 1500 die Herren von Zierotin, nach der Schlacht am Weißen Berg die Freiherren Hofmann von Grünbüchel, ab 1706 die Freiherren Zeno zum Danhaus und ab 1772 die Reichsgrafen von Seilern und Aspang.
Ab 1497 wurde der Ort als Porub, ab 1615 als Pohruba und 1841 als Poruby bezeichnet. Die Matriken wurden seit 1610 in Starý Jičín und ab 1683 in Hustopeč geführt. Das älteste Ortssiegel stammt von 1747; es trägt die Umschrift POCTIWI - OBCE - PRVBA und zeigt einen zweischweifigen Böhmischen Löwen, der ein Zepter hält.
Im Jahre 1835 bestand das im Prerauer Kreis gelegene Dorf Poruba bzw. Porubý aus 44 Häusern, in denen 272 Personen lebten. Pfarr- und Schulort war Hustopetsch. Bis zur Mitte des 19. Jahrhunderts blieb Poruba der Herrschaft Alt Titschein untertänig.
Nach der Aufhebung der Patrimonialherrschaften bildete Poruba ab 1850 eine Gemeinde im Gerichtsbezirk Wallachisch Meseritsch. Ab 1869 gehörte die Gemeinde zum Bezirk Mährisch Weißkirchen. Das tschechischsprachige Dorf lag an der deutsch-tschechischen Sprachgrenze. Im Jahre 1900 bestand Vysoká aus 54 Häusern, in den 290 Tschechen lebten. Unterrichtet wurden die Kinder aus Poruba stets in Hustopeč. Im Jahre 1905 entstand die Straße nach Palačov. Die Freiwillige Feuerwehr bildete sich 1927 und drei Jahre später entstand der Turnverein Orel. Während der deutschen Besetzung erhielt der Ort den deutschen Namen Hau. Nach der Aufhebung des Okres Hranice wurde Poruba 1960 dem Okres Přerov zugeordnet. Im Jahre 1976 wurde das Dorf dem Örtlichen Nationalausschuss von Hustopeče nad Bečvou unterstellt und 1983 gänzlich eingemeindet. Im Jahre 1991 hatte Poruba 222 Einwohner, beim Zensus von 2001 lebten in den 65 Wohnhäusern des Ortes 197 Personen. Im Dorf befindet sich ein Rückhalter, der in den Sommermonaten als Freibad genutzt wird, sowie ein Sommerkino.

## Sehenswürdigkeiten
- Holländerwindmühle, der 11 m hohe Ziegelbau mit einem Durchmesser von 7,7 m und einem Wohnraum im Erdgeschoss entstand im Jahre 1853. Nach der Elektrifizierung des Ortes erhielt die Mühle einen Elektromotor als Zusatzantrieb für windarme Zeiten. Nach dem Zweiten Weltkrieg wurde die Familie des deutschen Müllers Alois Steiner, der die Mühle 1942 erworben hatte, vertrieben. Ende 1946 ließ der Verwalter Metoděj Zezula den Mühlbetrieb einstellten. Eine 1953 vorgeschlagene Sanierung kam nicht zur Ausführung. In den 1990er Jahren wurde die inzwischen verfallene Mühle instand gesetzt.
- Kapelle, sie erhielt im Jahre 2000 eine neue Glocke.